# 小德沃良卡 (贝雷济夫卡区)
47°34′51″N 30°33′10″E / 47.58083°N 30.55278°E
小德沃良卡（烏克蘭語：Мала Дворянка）是位於烏克蘭西南部的村莊，由敖德萨州贝雷济夫卡区的米科拉伊夫卡市鎮負責管轄。該村始建於1918年，面積0.45平方公里，海拔高度90米，2001年人口3，人口密度每平方公里6.67人。